# 宮古上布
宮古上布（みやこじょうふ）は、沖縄県宮古島市の宮古島で生産される上布と呼ばれる苧麻（カラムシ）で編まれた高級麻織物の一種である。
一反織るのに2ヶ月以上かかる上布の最高級品で、「東の越後、西の宮古」と呼ばれる日本を代表する上布である。1975年に伝統的工芸品の指定を受け、1978年には国の重要無形文化財に指定されている。また、2003年には宮古上布の原料となる苧麻糸の製造技術である「苧麻糸手績み」が国の選定保存技術に選定されている。

## 概要
イラクサ科の多年草である苧麻（ちょま。標準和名はカラムシ）の茎の表皮すぐ下にある繊維から作った糸を主原料とする織物である。

## 歴史

### 起源
16世紀に、稲石刀自（いないしとぅじ）が、宮古上布を完成させたと伝えられている。稲石は、上地与人（ユンチュ）迎立氏の娘として産まれ、モテアガーラという人物に嫁ぐ。1583年にこのモテアガーラが、琉球王国から明への進貢船に乗り組んだ。航海の途中に進貢船は嵐にあい、激しい波と風の影響で船の舵を操る綱が切れてしまった。モテアガーラは、嵐の中海へ飛び込みこの船の舵を操る綱を取り替えることに成功し、進貢舟は無事に王都・首里へ帰り着くことができた。時の琉球国王・尚永王は、この功績を讃え、褒美として彼に下地の頭（下地親雲上とも、下地首里大屋子（シムジスイウフヤク）とも）の位を与え、洲鎌与人（与人は、日本の鎌倉時代の地頭に相当する役職・村長）に任命した。以後、平民より士族に出世したムアテガーラは、下地真栄（しもじしんえい）と呼ばれるようになった。この夫の出世を大変喜んだ稲石は、琉球国王への返礼として「綾錆布」（あやさびふ）という銘の細やかな苧麻の織物を献上する。綾錆布は、大名縞の紺細上布で、苧麻の原料に染色を施し、長さ11.4ｍ、幅40cm、19ヨミの細目布であったという。この麻織物と同じ技術で織り上げた織物は「宮古上布」と呼ばれるようになる。以後宮古上布は、二十数年間琉球王府へ献上された。
ちなみに、李氏朝鮮の正史『朝鮮王朝実録』には、1479年に宮古島で麻布が織られていたという記述があるが、宮古上布ほど精緻なものではなかった考えられている。また、16世紀当時の宮古島では、織物が盛んで麻織物だけではなく絹織物・綿織物など様々な種類の織物が存在したようであるが、現在には伝わってはいない。北京の故宮博物院には、宮古島産と考えられる木綿布に染色した紅型布が残されている。

### 人頭税
1609年の薩摩藩による琉球侵攻の後、1637年に先島諸島（宮古列島・八重山列島）で頭懸（ずがかり）と呼ばれる人頭税が制度化されると、宮古島では「宮古上布」による物納が求められるようになった。琉球王府は、各字（村）ごとに村番所を設置し、公の宮古上布の工房としてブンミャー（宮古島の方言では、ブー（糸）・ンミ（績ぐ）・ヤー（屋・（建物））で、糸績屋の意味）と呼ばれる施設を設け、その村から手先の器用な女性を5、6名選び出し、その場所で琉球王府への貢租として上布を織った。宮古上布は薩摩藩により「薩摩上布」として江戸等に送られ、全国に知られるようになった。

### 近代
1903年に先島諸島の人頭税が廃止されて、上布による物納が地租に変わると、宮古上布は日本全国向けの商品として生産されるようになった。大正時代には高機等の大島紬の技術も導入され、この時代に宮古上布は歴代で最高の技術を誇った。
宮古上布の生産は第二次世界大戦により一時中断されたものの、1948年（昭和23年）には再開された。しかし、原料の苧麻の不足などから生産は少量にとどまった。戦後の生産量は1952年（昭和27年）の2,064反をピークに減少を続け、2002年（平成14年）には10反にまで落ちこんだが、2006年（平成18年）には約20反まで回復した。